# 8672 Morse
8672 Morse è un asteroide della fascia principale. Scoperto nel 1991, presenta un'orbita caratterizzata da un semiasse maggiore pari a 2,4559318 UA e da un'eccentricità di 0,1603680, inclinata di 3,39833° rispetto all'eclittica.